# Centrism
Centrism, marxistisk term som beskriver någon som vacklar mellan reformistiska och revolutionära handlingslinjer. Begreppet "centrism" är nära besläktat med opportunism eftersom centrismen enligt marxister uppstår genom att det görs avkall på revolutionära principer för kortsiktiga vinster.
Organisationer som av andra karaktäriseras som centrister betecknar nästan alltid sig själva som revolutionärer.